# Періто-Морено (льодовик)
Льодовик Пері́то-Море́но (ісп. Glaciar Perito Moreno),  — льодовик, розташований в національному парку Лос-Гласьярес на південному заході аргентинської провінції Санта-Крус, названий на честь Франсіско Морено. Це одна з найпопулярніших туристичних пам'яток аргентинської Патагонії.
Льодовик Періто-Морено є частиною Патагонського льодовикового щита. Його південний рукав простягається до озера Архентіно. Льодовик рухається із середньою швидкістю 2 метри на день, тобто приблизно 700 м на рік. Найближчим містом до Періто-Морено є Ель-Калафате (80 км).